# Hermann Vetters
Hermann Vetters (1er juillet 1915 à Vienne - 24 mai 1993 à Baden bei Wien) est un archéologue classique autrichien.

## Biographie
En 1939, il obtient un doctorat à l'Université de Vienne pour sa thèse sur « la province de Dacia Ripensis ». La même année, il entre à l'Institut Archéologique Autrichien (ÖAI) — à l'époque une antenne de l'Institut archéologique allemand — mais son activité archéologique est bientôt interrompue par le service militaire puis la captivité jusqu'en 1946.
Ses recherches portent d'abord sur les provinces romaines, notamment sur le site du Magdalensberg. À partir de 1960, il participe aussi aux fouilles d'Éphèse qu'il dirige à partir de 1969, date à laquelle il prend la direction de l'ÖAI. On lui doit les fouilles des Maisons en terrasses d'Éphèse et l'anastylose de la Bibliothèque de Celsus.
De 1982 à 1991, il est vice-président de l'Académie autrichienne des sciences.

## Œuvre
- Ephesos (1977)
- Führer durch die Ausgrabungen auf dem Magdalenenberg (1985)
- Der römische Limes in Österreich (1986)
- Zum hochromanischen Dom von Salzburg (1989)